# Josef Murr
Josef Murr, född den 6 juni 1864 i Brixen, död den 4 januari 1932 i Innsbruck var en österrikisk klassisk filolog och botaniker. Han studerade från 1882 till 1886 vid Innsbrucks universitet och undervisade därefter i grekiska och latin i Hall in Tirol (1888-1890), Innsbruck (1890-1891), Marburg (1891-1894), Linz (1894-1897), Trient (1896-1906) och Feldkirch (1906-1919) och flyttade efter sin pensionering 1919 tillbaka till Innsbruck. Han bedrev egenhändiga studier i botanik på alla de platser han bodde och publicerade över 600 botaniska skrifter. Hans huvudintressen var fanerogamsläktena Chenopodium, Viola och Hieracium.
Auktorsnamnet Murr kan användas för Josef Murr i samband med ett vetenskapligt namn inom botaniken; se Wikipediaartiklar som länkar till auktorsnamnet.

## Eponym
Arterna Aconitum murrianum, Astragalus murrii, Campanula murrii, Cirsium murrianum, Cirsium murri, Hieracium murrianum, Phyteuma murrianum, Potentilla murrii, Rubus murrii och Viola murrii har uppkallats efter Josef Murr.
Gatan Murrstraße i Wien (bezirk 22) är uppkallad efter Murr.

## Verk
- Die geographischen und mythologischen Namen der altgrieschischen Welt in ihrer Verwertung für antike Pflanzen-geographie, 1889.
- Die Pflanzenwelt in der griechischen Mythologie, 1890.
- Altgriechische Weisheit : Blumenlese von Sinnsprüchen aus griechischen Dichtern, 1891.
- Vokalismus und Gefühlsstimmung, in ihrem Zusammenhang an Homer und Vergil erläutert, 1908.
- Neue Übersicht über die Farn- und Blütenpflanzen von Vorarlberg und Liechtenstein, 1923.